# Spanyol labdarúgó-válogatott
A spanyol labdarúgó-válogatott (gyakran nevezik La Furiának) Spanyolország nemzeti labdarúgócsapata, amit a Spanyol labdarúgó-szövetség (spanyolul: Real Federación Española de Fútbol) irányít.
Négyszeres Eb-, és egyszeres vb-győztes. A spanyol válogatott lett az első európai csapat, amely egymás után három nagy tornát nyert. A 2008-as Eb-győzelem és a 2010-es vb-győzelem után a 2012-es Eb-t is megnyerték.
1964-ben első alkalommal nyerte meg az Európa-bajnokságot, 1984-ben pedig a második helyen végzett. Az 1992-es barcelonai olimpián is aranyérmes lett, mindemellett még két ezüstérmet is szereztek az ötkarikás játékokon (1920, 2000).
2006 novembere és 2009 júniusa közötti időszakban 35 mérkőzésen maradt veretlen. A 2009-es konföderációs kupa elődöntőjében az USA-tól szenvedett vereséget. 2008 júliusában története során először került a FIFA-világranglista élére.

## Története
A különféle regionális szervezeteket 1913-ban fogták össze, amikor létrejött a Spanyol labdarúgó-szövetség. A polgárháborúig Spanyolország eredményei egészen jók voltak. A polgárháború és a második világháború egy évtizedre véget vetett a válogatott mérkőzéseknek. A 60-as évek válogatottja kiegyensúlyozott eredményeket mondhat magáénak. Az 1964-es hazai rendezésű Európa-bajnokságot megnyerte a La Roja. A 70-es években a spanyol labdarúgás hanyatlása volt jellemző. A 80-as évek vége, 90-es évek eleje óta a válogatott megint Európa élcsapatai közé tartozik. 44 év elteltével 2008-ban ismét elhódította a csapat a kontinensbajnoki címet.

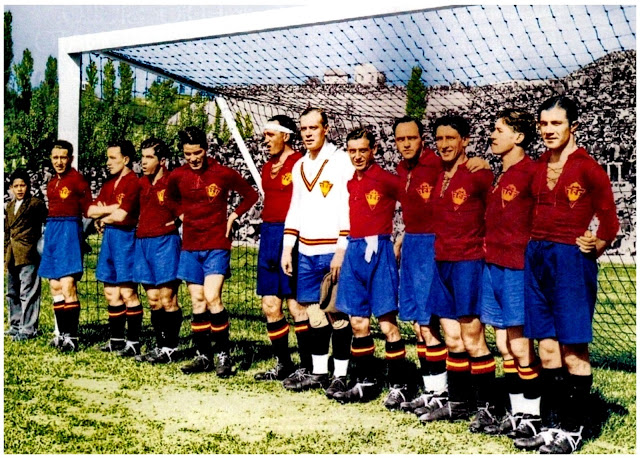
A spanyol válogatott tagjai 1929-ben

### Korai évek (1920–1950)
A spanyol labdarúgó-válogatott 1920-ban jött létre, azzal a céllal, hogy Spanyolországot az 1920. évi nyári olimpiai játékokon képviselje Antwerpenben. Az első hivatalos mérkőzést augusztus 28-án Dánia ellen játszotta a csapat. Spanyolország nyerte a mérkőzést 1:0-ra, Patricio Arabolaza góljával. A torna végén a válogatott csapat ezüst érmet szerzett.
Az első hazai mérkőzésre 1921-ben került sor Bilbao-ban Belgium ellen. A mérkőzést a spanyolok nyerték 2:0-ra.
Az első labdarúgó-világbajnokságon, 1930-ban Uruguayban, a válogatott nem jelent meg, mert "túl hosszúnak tartották a hajóutat".
Évekkel később, 1933. május 21-én aratta máig a legnagyobb arányú győzelmét a csapat. 13:0-ra ütötték ki a bolgárokat.
1934-ben azonban már ott volt az 1934-es labdarúgó-világbajnokság-on Olaszországban. A negyeddöntőben Olaszországgal mérkőzött a továbbjutásért. A nagy hőségben lebonyolított találkozón a spanyolok keményen ellenálltak az agresszív olasz rohamoknak és a hosszabbítás végén 1:1 lett a mérkőzés végeredménye. Erre való tekintettel az összecsapást újra kellett játszani. Az olasz edző 5, a spanyol pedig 7 friss játékost vetett be a győzelem érdekében. A továbbjutást végül Giuseppe Meazza 11. percben szerzett találata döntötte el. Ezt követően a Spanyol polgárháború és a második világháború miatt egészen 1950-ig nem vettek részt vb-n.
Az 1950-es labdarúgó-világbajnokságon, Brazíliában Spanyolország csapata a negyedik helyen végzett. A csoportmérkőzéseken mindhárom mérkőzést sikerrel vették. A csoportgyőztesek körmérkőzésein azonban alulmaradtak.

### José Villalonga korszak és az 1964-es labdarúgó-Európa-bajnokság

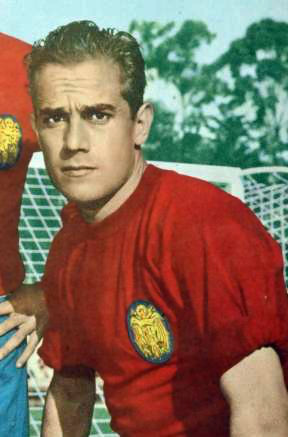
Luis Suárez, az 1964-ben Európa-bajnoki címet szerzett válogatott tagja.

Lásd még: 1964-es labdarúgó-Európa-bajnokság (döntő)
Az 1964-es labdarúgó-Európa-bajnokság négyes döntőjének a Franco tábornok által irányított Spanyolország adott otthont. Az elődöntőben Magyarország volt a spanyolok ellenfele. Jesús María Pereda révén a spanyolok szereztek vezetést, amit Bene Ferenc egalizált. A hosszabbításban Amancio Amaro szerezte meg a továbbjutást jelentő gólt. A döntőben a Szovjetuniót ugyancsak 2–1 arányban győzték le a spanyolok és ezzel elhódították az Európai Nemzetek kupájának a serlegét.

### 1970-es évek
Az 1970-es évek nem sorolható a spanyol labdarúgó-válogatott sikerkorszakai közé. Egyetlen Európa-bajnokságra sem sikerült kijutniuk és lemaradtak az 1970-es, 1974-es világbajnokságról is. Az 1978-as argentínai tornára ugyan kvalifikálták magukat, de már a csoportkör után kiestek.

### 1982-es labdarúgó-világbajnokság Spanyolországban
Az 1982-es labdarúgó-világbajnokságnak Spanyolország adott otthont. Első ízben fordult elő, hogy egy világbajnokságon 24 csapat vett részt. A spanyolok az 5. csoportba kaptak besorolást. Honduras ellen 1–1-es döntetlennel nyitottak, majd Jugoszláviát legyőzték 2–1 arányban. Észak-Írországtól 1–0-s vereséget szenvedtek ugyan, de ennek ellenére bejutottak a második csoportkör küzdelmeibe. Az NSZK elleni vereség és az Anglia elleni döntetlen azonban a tornáról való kiesésüket jelentette. José Santamaría szövetségi kapitánynak emiatt távoznia kellett.

### 1984 és 1992 közötti időszak
Az 1984-es Eb-selejtezőiben Spanyolországnak –ahhoz, hogy megelőzze Hollandiát és megnyerje a csoportot– legalább 11 góllal kellett győznie Málta ellen az utolsó mérkőzésen. A félidei 3–1-es vezetés után, a második játékrészben kilencszer sikerült a máltai kapuba találniuk. 12–1-es sikerüknek köszönhetően csoportgyőztesként utazhattak az Európa-bajnokságra. Romániával és Portugálival egyaránt 1–1-re végeztek. Az NSZK-t pedig 1–0-ra legyőzték. Az elődöntőben Dánia ellen tizenegyesekkel (5–4) jutottak tovább. A döntőben a házigazda franciákkal találkoztak és 2–0-s vereséget szenvedtek.
Az 1986-os világbajnokságon a brazilok ellen kezdtek és 1–0-ra kikaptak. Észak-Írországot 2–1-re, ezután pedig Algériát 3–0-ra megverték és továbbjutottak. A nyolcaddöntőben Dániát fektették két vállra. Az 5–1-es spanyol győzelemmel zárult találkozón Emilio Butragueño négy gólt szerzett. A legjobb nyolc között Belgiummal 1–1-et játszottak és a büntetőpárbajban a belgák bizonyultak jobbnak (5–4).
Az 1988-as Európa-bajnokságon nem szerepeltek túl fényesen. Dániát még sikerült az első mérkőzésen legyőzniük (3–2), de ezt követően vereség Olaszországtól (0–1) és az NSZK-tól (0–2) is.
Az 1990-es olaszországi világbajnokságon jól szerepeltek a csoportkörben, ahol a következő eredményeket érték el: Uruguay (0–0), Dél-Korea (3–1), Belgium (2–1). Miután megvolt a továbbjutás következhetett a nyolcaddöntő, de a jugoszlávok 2–1 arányban jobbnak bizonyultak és Spanyolország kiesett.
Az 1992-es Eb selejtezőiben Franciaország és Csehszlovákia mögött mindössze a harmadik helyen végeztek a spanyolok, így lemaradtak a tornáról.

### Clemente uralkodása, 1992-1998

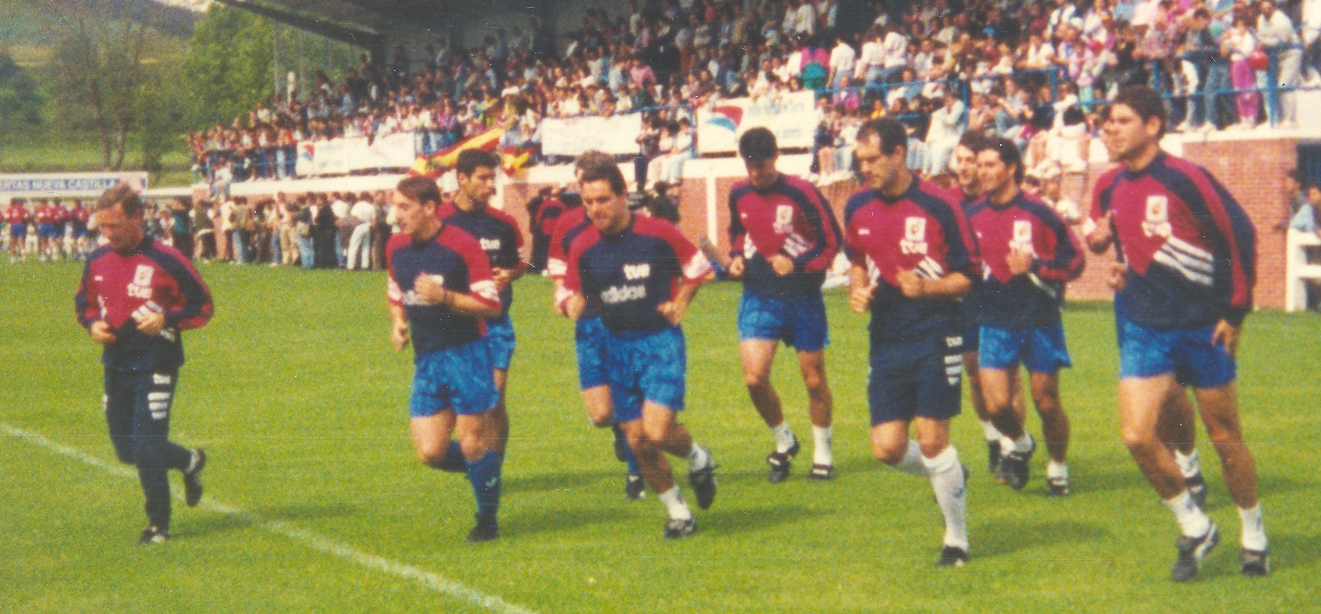
Javier Clemente által vezényelt edzés 1994 májusában

Az 1992-es Eb után Javier Clemente került a válogatott élére. Az Egyesült Államokban rendezett 1994-es világbajnokságra sikeresen kivezette a csapatot. A vb-n a C csoportba kaptak besorolást, ahol Dél-Koreával 2–2-t, Németországgal 1–1-et játszottak. Bolíviát 3–1-es legyőzése a csoportból való továbbjutást jelentette számukra. Az egyenes kiesésben először Svájccal találkoztak és 3–0-ra győztek. Végül a negyeddöntőben az olaszok ellen szenvedtek 2–1-es vereséget.
Az 1996-os Európa-bajnokságon Franciaország és Bulgária legjobbjaival 1–1-re végeztek, Romániát pedig 2–1-re verték. A negyeddöntőben a házigazda Angliával mérték össze erejüket. A gól nélküli döntetlent hozó mérkőzésen tizenegyesekkel (4–2) az angolok bizonyultak jobbnak és jutottak tovább.
Az 1998-as világbajnokságra szintén kijutott a Clemente vezette gárda. Nigéria ellen rögtön egy 3–2-es vereséggel nyitottak, amit a Paraguay elleni 0–0-s döntetlen követett. Bulgáriát ugyan kiütötték 6–1-gyel, de mindez kevés volt a továbbjutáshoz.

### 2000 – 2004
A 2000-es Eb selejtezőiben a Ciprus ellen elszenvedett 3–2-es vereséget követően Clementét felmentették kapitányi feladatai alól. Helyére José Antonio Camacho nevezték ki. Camacho kivezette a válogatottat az Európa-bajnokságra, ahol egy Norvégia elleni vereséggel nyitottak (0–1). Szlovéniát legyőzték 2–1-re, Jugoszlávia ellen pedig egy fordulatos mérkőzésen nyertek 4–3-ra. A negyeddöntőben Franciaországtól szenvedtek vereséget 2–1 arányban.
A 2002-es világbajnokságon Spanyolország mindhárom csoportmérkőzésüket megnyerték a spanyolok. Szlovénia (3–1), Paraguay (3–1), Dél-Afrika (3–2). A legjobb tizenhat között Írországon tizenegyesekkel jutottak túl. a negyeddöntőben a házigazda Dél-Koreával kellett játszaniuk. A spanyolokat két szabályos góltól is megfosztotta az egyiptomi játékvezető Gamál al-Gandúr, végül pedig büntetőkkel estek ki.
A 2004-es labdarúgó-Európa-bajnokságon Spanyolország a sorsolást követően az A csoportba kapott helyet a házigazda Portugália, Oroszország és Görögország társaságában. Az oroszokat 1–0-ra legyőzték, Görögországgal 1–1-es döntetlent játszottak, Portugáliától pedig kikaptak 1–0-ra. Mindez nem volt elegendő a továbbjutáshoz. A kiesést követően Iñaki Sáez szövetségi kapitányt leváltották a posztjáról.

### Luis Aragonés-korszak, 2006-os vb és a 2008-as Eb
A 2006-os labdarúgó-világbajnokság selejtezőiben Szerbia és Montenegró mögött a második helyen végeztek a csoportban. Így tehát pótselejtező játszására kényszerültek a spanyolok, amit Szlovákia ellen játszottak. A világbajnokságon mindhárom csoportmérkőzésüket megnyerték, az eredmények a következők voltak: Ukrajna (4–0), Szaúd-Arábia (1–0), Tunézia (3–1). A legjobb 16 között Franciaországtól szenvedtek 3–1-es vereséget.

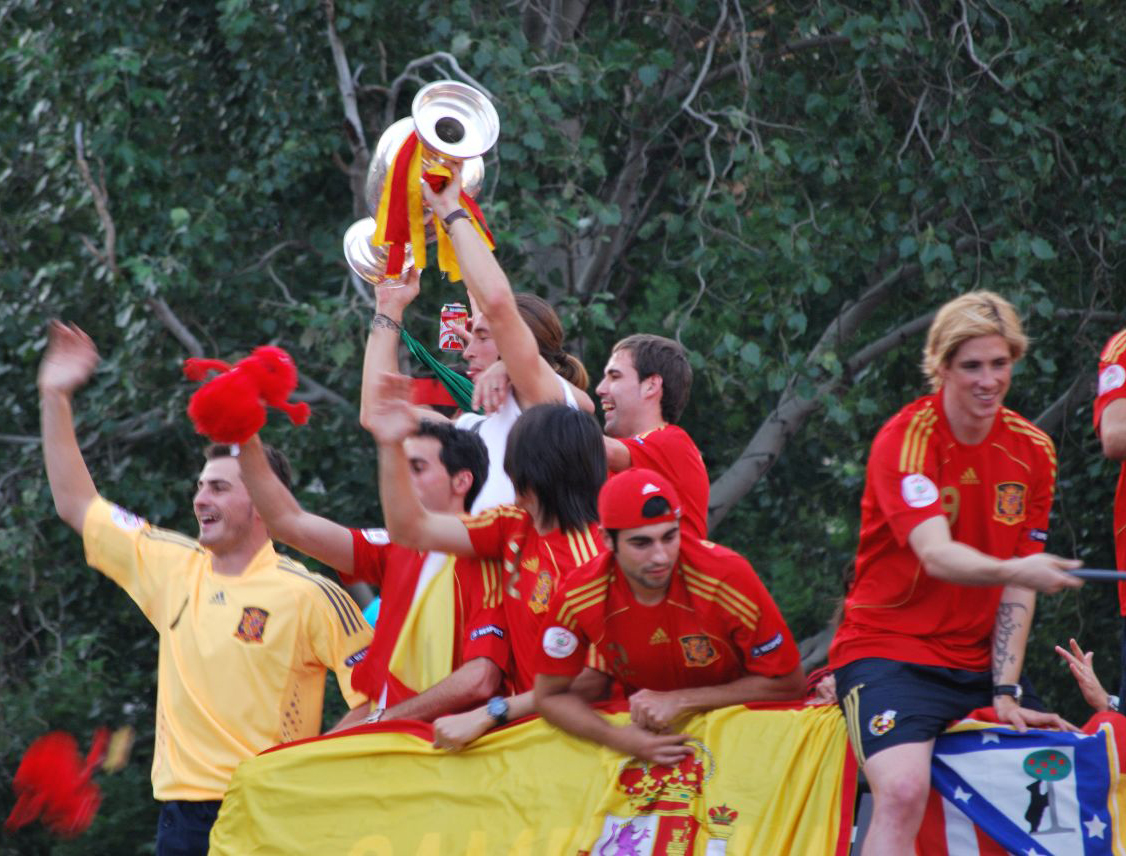
Spanyol játékosok ünneplik a 2008-as Európa-bajnoki győzelmet Madridban.

A 2008-as Európa-bajnokság selejtezőben a megszerezhető 36 pontból 26-ot begyűjtöttek és kijutottak a tornára. A csoportban ismét sikerült mindhárom mérkőzésüket megnyerni. Az oroszokat 4–1-re, a svédeket és a görögöket 2–1-re múlták felül. A negyeddöntőben Olaszország ellen tizenegyesekkel jutottak tovább. Az elődöntőben ismét az orosz válogatottal találkoztak és viszonylag simán 3–0 arányban győztek.
A spanyolok bejutottak a bécsi Ernst Happel Stadionban rendezett fináléba, ahol Németország várt rájuk. A döntő egyetlen gólját Fernando Torres szerezte a mérkőzés 33. percében, ami azt jelentette, hogy Spanyolország története második Európa-bajnoki címét ünnepelhette. A spanyoloknak mind e mellett sikerült bezsebelniük további különdíjakat. David Villa négy góljával gólkirály lett, Xavit választották az Eb legjobb játékosának, kilenc spanyol játékos pedig bekerült a torna all star csapatába.

### 2009-es konföderációs kupa és a 2010-es vb-győzelem

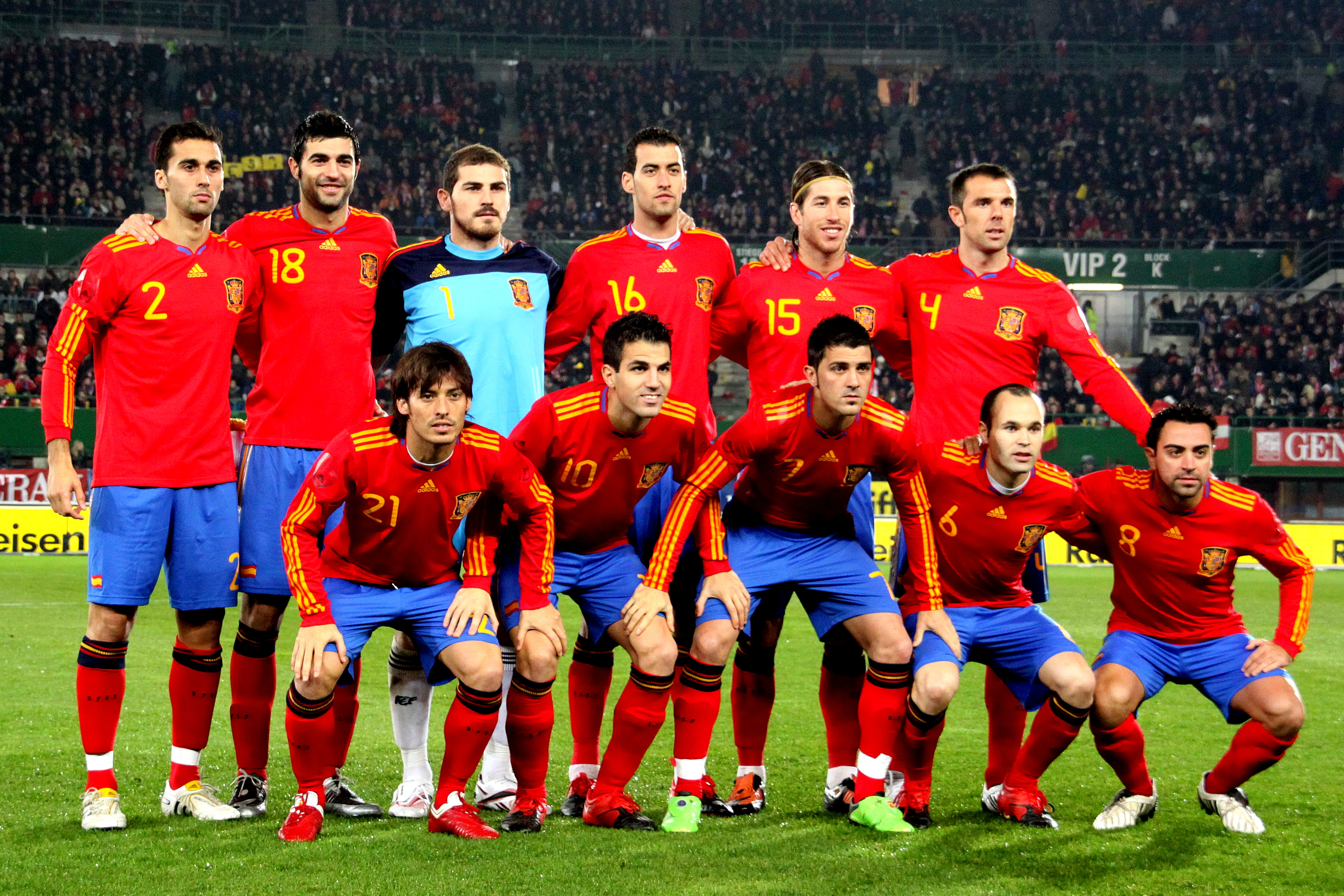
Ausztria–Spanyolország 1–5
2009. november, Ernst Happel Stadion, Bécs.

A 2008-as Eb-t követően Luis Aragonést Vicente del Bosque váltotta a kapitányi poszton. A 2008-as évben David Villa 16 gólt szerzett 15 mérkőzésen, amivel megdöntötte Raúl 1999-ben felállított 10 gólos rekordját. 2009. február 11-én Villa újabb rekordot döntött. Az Anglia elleni barátságos mérkőzés 36.percében sikerült betalálnia, ezzel sorozatban hatodik válogatott meccsén volt eredményes.
A 2009-es konföderációs kupa csoportmérkőzésein könnyed győzelmeket arattak a spanyolok. Az Új-Zéland elleni 5–0-s győzelem alkalmával Fernando Torres a torna történetének leggyorsabb mesterhármasát érte el. Irakot 1–0-ra, a házigazda Dél-Afrikát pedig 2–0-ra verték. Sorozatban 15. győzelmük és 35. veretlenül megvívott mérkőzésük volt, ami új csúcsot jelentett.
A rekord az elődöntőben, az USA ellen elszenvedett 2–0-s vereséggel ért véget. A bronzmérkőzésen hosszabbítás után 3–2-re legyőzték Dél-Afrikát és megszerezték a bronzérmet.
2009. szeptember 9-én világbajnoki selejtezőn, Méridaban Észtországot 3–0-ra verték, ezzel bebiztosították helyüket a 2010-es labdarúgó-világbajnokságon. Az 5. selejtezőcsoportban 10 mérkőzéséből 10-et megnyerve végeztek a csoport élén.
A sorsolást követően Chile, Honduras és Svájc mellett a H csoportba kaptak besorolást. Kisebb meglepetésre első mérkőzésükön 1–0-ra kikaptak Svájctól. Azonban Honduras 2-0-s (David Villa két gólt szerzett) és Chile 2–1-es legyőzése elegendő volt a továbbjutáshoz.

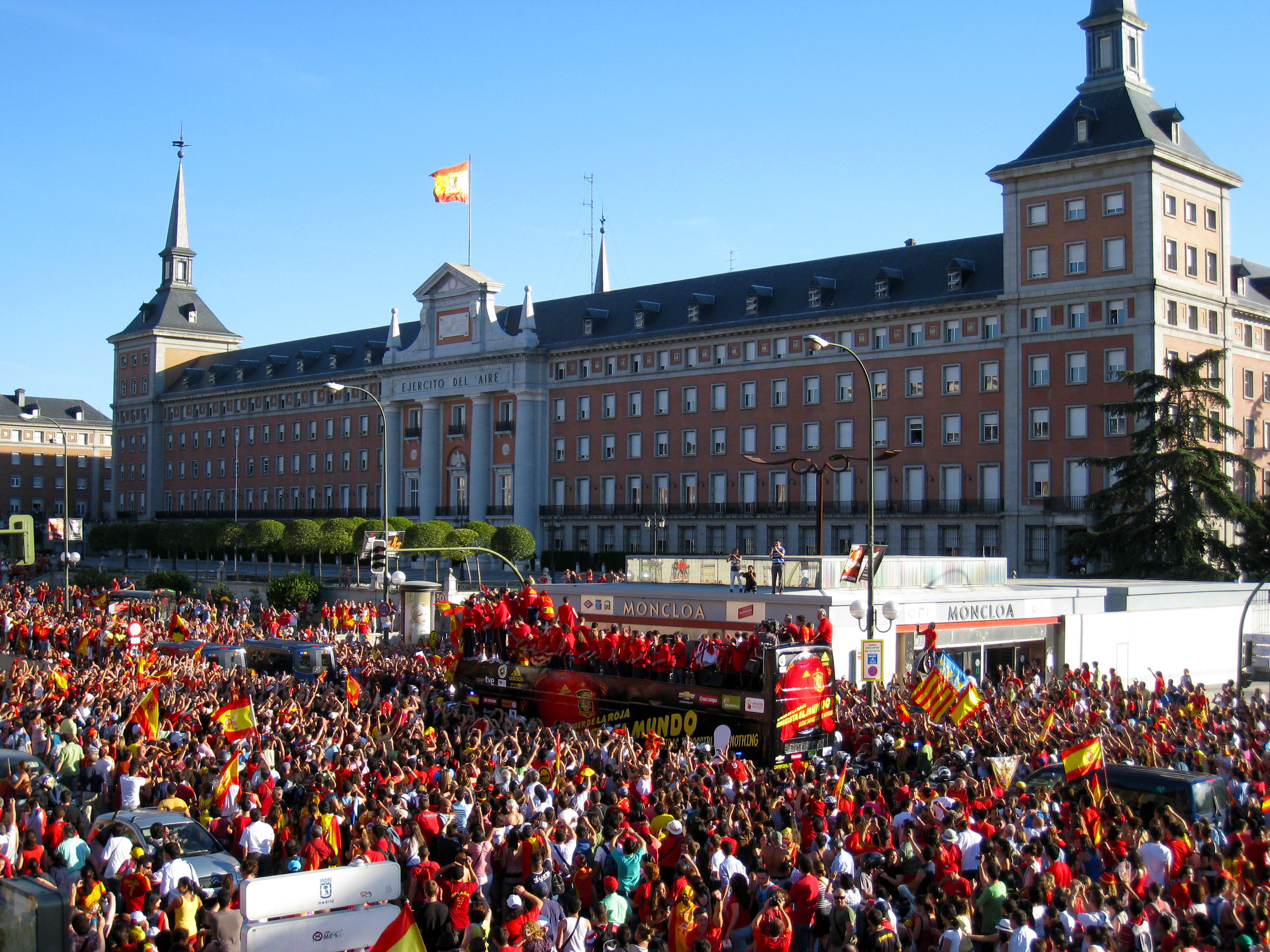
A világbajnoki cím ünneplése Madridban, a Spanyol Légierő főkapitánysága előtt.

A nyolcaddöntőben Portugália ellen lépetek pályára a hispánok és Villa góljával 1–0-ra megnyerték a párharcot. A legjobb nyolc között Paraguay ellen ugyancsak Villa volt eredményes. 1950 óta első alkalommal Spanyolország bejutott az elődöntőbe, ahol Németország legyőzése azt jelentette, hogy története során Spanyolország először játszhat világbajnoki döntőt, ahová a spanyolok mellett Hollandia jutott be. A döntő rendes játékideje gól nélküli döntetlennel végződött. A hosszabbításban a Cesc Fàbregastól kapott labdát Andrés Iniesta értékesítette, és mivel több gól nem esett, ezzel Spanyolország története első világbajnoki címét szerezte. A spanyolok 5 sárgát, míg a hollandok 9 sárgát és 1 pirosat gyűjtöttek be a döntőben, ami világbajnoki csúcsnak számít.

### Európa-bajnoki címvédés 2012-ben

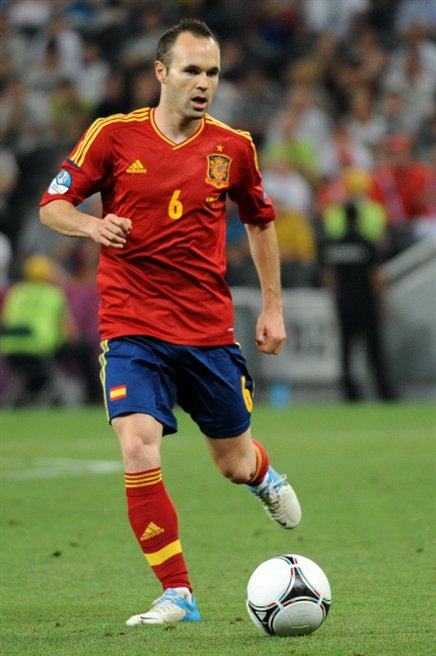
Andrés Iniesta a 2012-es Európa-bajnokságon

A válogatott a 2012-es Eb selejtezőjéből pontveszteség nélkül jutott ki a kontinenstornára, ahol a C csoportba került Olaszországgal, Horvátországgal és Írországgal. Az első mérkőzését Olaszországgal vívta, a meccs 1–1-es döntetlennel fejeződött be. A második mérkőzésen az írek ellen 4–0-ra nyertek, a harmadikon a horvátokat 1–0-ra győzték le és ezzel a csoport első helyén végeztek. A negyeddöntőben 2–0-ra győztek a franciák ellen, az elődöntőben azonban egy 0–0-s, hosszabbításos mérkőzés után csak büntetőkkel győzték le a portugálokat. A döntőben az olaszokkal kerültek össze ismét. Az első félidő után a spanyol csapat 2–0-ra vezetett. A második félidő elejére már kihasználta az olasz csapat a három cseréjét. A 60. percben a 3 perccel korábban beállt Thiago Motta megsérült. Mivel az olasz csapatnak nem volt több cserelehetősége, ezért a maradék 30 percet az olaszok emberhátrányban játszották le. A spanyolok még szereztek két gólt, így az Eb-döntő végeredménye 4–0 lett. Ez a siker több szempontból is történelmi lett. Spanyolország lett az első csapat, amely egymás után kétszer nyert Eb-t, valamint az első európai csapat lett, amely egymás után három nagy labdarúgótornát nyert (2008-as Eb, 2010-es vb, 2012-es Eb). A spanyol csapat lett az első, amely Eb-döntőben négy gólt szerzett és négy góllal nyert.

### 2013 és 2020 közötti időszak
A 2013-as konföderációs kupán az első mérkőzésükön 2–1-re legyőzték Uruguayt. Tahitit többek között Fernando Torres négy és David Silva három góljával 10–0-ra verték. Nigéria ellen 3–0-ás győzelemmel zárták a csoportkört. Az elődöntőben Olaszországgal találkoztak és nem született gól a mérkőzésen, végül büntetőkkel jutottak tovább 7–6 arányban. A döntőben a házigazda Brazília ellen szenvedtek 3–0-ás vereséget.

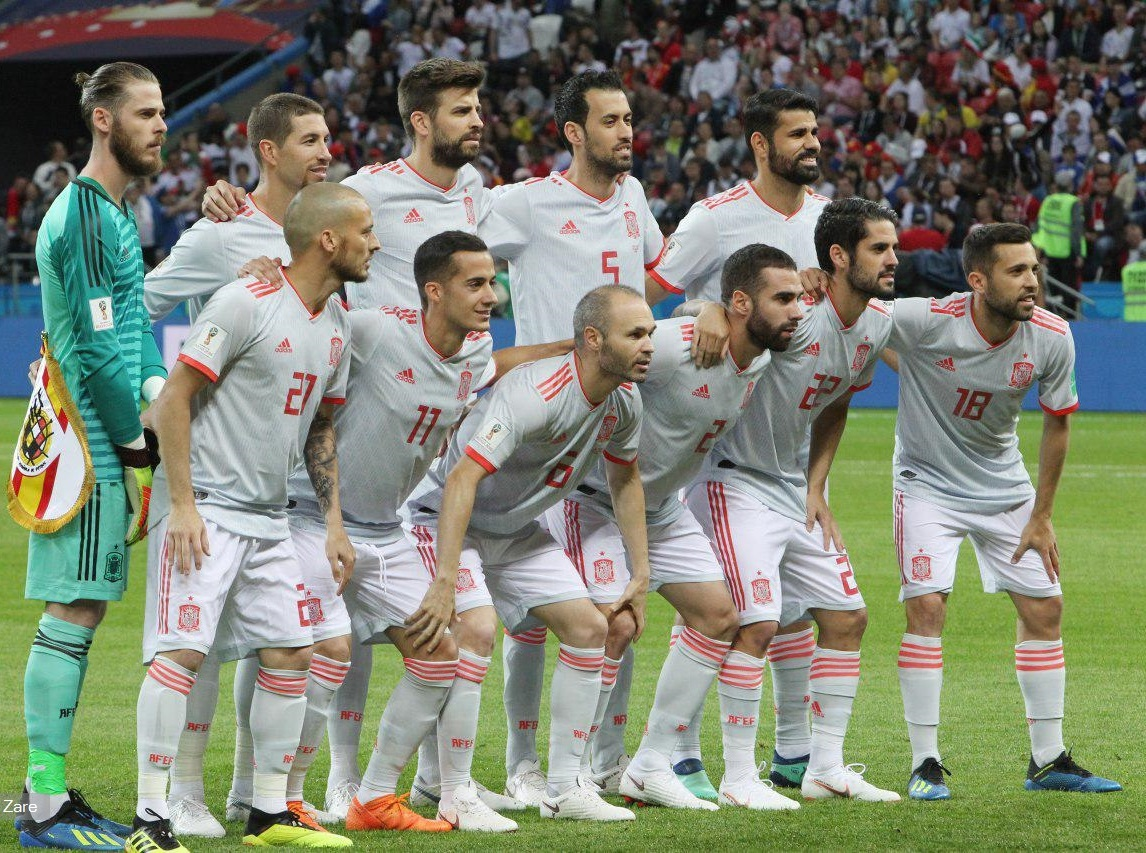
A spanyol válogatott a 2018-as világbajnokságon

A 2014-es világbajnokságban a B csoportban szerepeltek Ausztrália, a 2010-es döntős Hollandia és Chile társaságában. Meglepetésre 5–1-es vereséggel kezdtek Hollandia ellen. Chilétől 2–0-ás vereséget szenvedtek, ami azt jelentette, hogy két fordulót követően kiestek. Az utolsó csoportmérkőzésen 3–0 arányban legyőzték Ausztráliát.
A 2016-os Európa-bajnokságon a D csoportban szerepeltek. Gerard Piqué góljával 1–0-ra legyőzték Csehországot. Álvaro Morata duplájával és Nolito találatával 3–0-ra verték Törökországot. A harmadik csoportmérkőzésen 2–1-re kikaptak Horvátországtól. A nyolcaddöntőben Olaszország ellen szenvedtek 2–0-ás vereséget és búcsúztak.
A 2018-as világbajnokságon Portugália ellen egy 3–3-as döntetlennel kezdték a tornát. Iránt legyőzték 1–0-ra, Marokkóval pedig 2–2-es döntetlent játszottak. A legjobb tizenhat között a házigazda Oroszország ellen a rendes játékidőt és a hosszabbítást követően 1–1-es döntetlent értek el és végül tizenegyesekkel estek ki.

### 2020-as évek
A 2020-as Európa-bajnokságon a E csoportban szerepeltek. Svédország ellen 0–0 döntetlent játszottak az első mérkőzésükön. Lengyelország ellen Álvaro Morata góljával megszerezték a vezetést, de Robert Lewandowski egyenlíteni tudott, a vége 1–1 lett. Szlovákiát 5–0-ra verték az utolsó körben. A nyolcaddöntőben Horvátországot győzték le 5–3-ra hosszabbításban. A legjobb nyolc között 1–1-es végeredményt követően büntetőkkel jutottak tovább Svájc ellen. A elődöntőben 1–1-et játszottak Olaszországgal és a büntetőrúgásokban ezúttal a spanyolok maradtak alul. A 2021-es nemzetek ligája döntőjét 1–0-ás vezetésről veszítették el 2–1-re Franciaországgal szemben.
A 2022-es világbajnokság E csoportjában 7–0-ás győzelemmel kezdtek Costa Rica ellen. A második csoportmérkőzésen 1–1-es döntetlent játszottak Németországgal. Japán ellen Álvaro Morata góljával megszerezték a vezetést, de végül 2–1-re elveszítették a találkozót. Ennek ellenére továbbjutottak az egyenes kieséses szakaszba, ahol Marokkóval találkoztak. A rendes játékidőben és a kétszer tizenöt perces hosszabbításban sem született gól, így a büntetőrúgások döntöttek, amiben Marokkó bizonyult jobbnak.

## Stadion

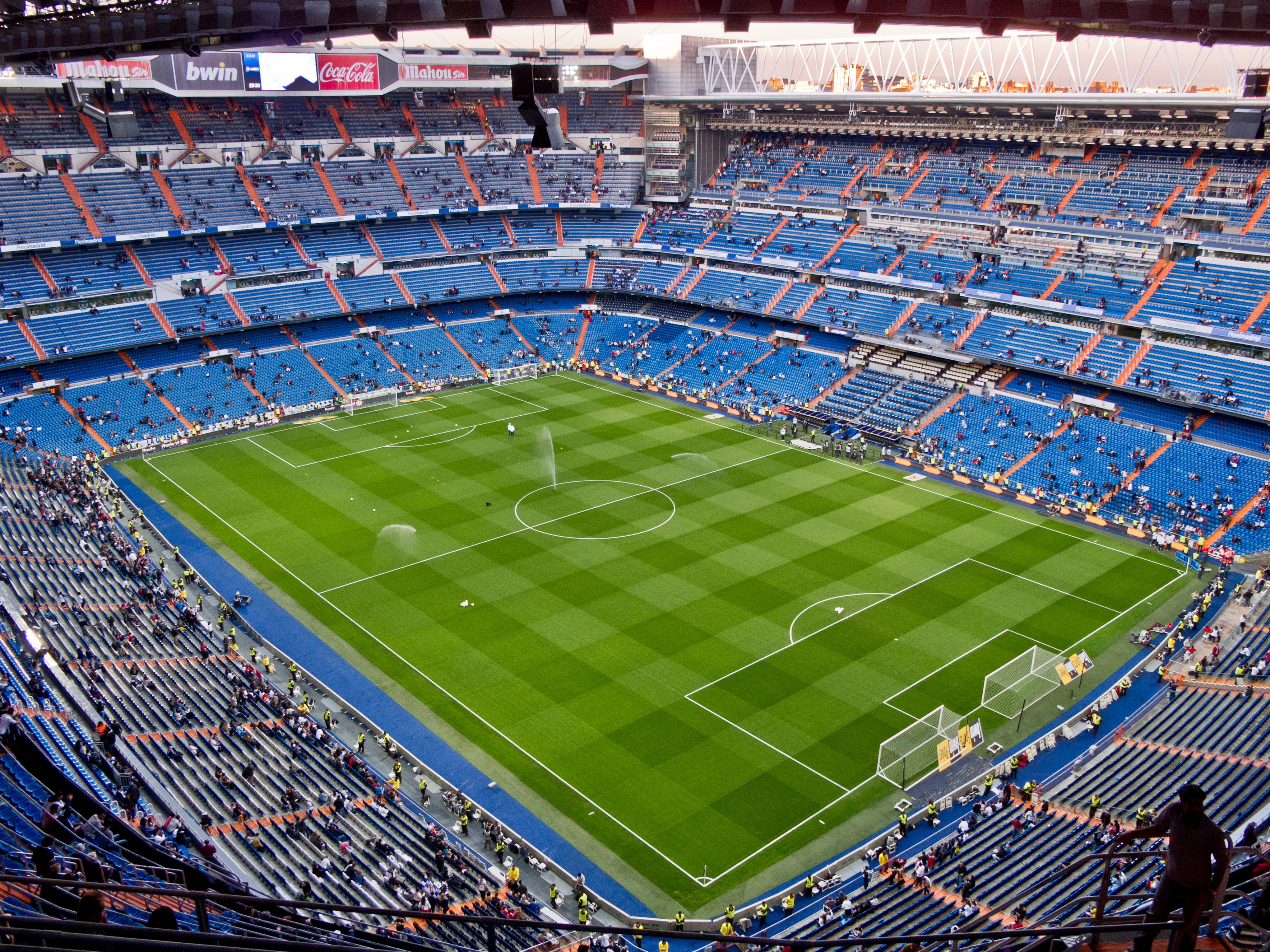
Az Estadio Santiago Bernabéu belülről

A spanyol labdarúgó-válogatottnak nincs hivatalosan kijelölt otthona. A legtöbb válogatott mérkőzésnek a Real Madrid stadionja, az Estadio Santiago Bernabéu, a szintén madridi Metropolitano Stadion, a valenciai Mestalla, illetve a sevillai Ramón Sánchez Pizjuán, az Estadio de La Cartuja és a Benito Villamarín Stadion ad otthont. Ezek az ország legnagyobb létesítményei. 
De korábban rendeztek válogatott találkozókat kisebb városokban is, mint például Leónban, Grandában, Alicantéban vagy Gijónban.

## Nemzetközi eredmények
Világbajnokság
- Aranyérmes: 1 alkalommal (2010)

Európa-bajnokság
- Aranyérmes: 4 alkalommal (1964, 2008, 2012, 2024)
- Ezüstérmes: 1 alkalommal (1984)

Olimpiai játékok
- Aranyérmes: 1 alkalommal (1992)
- Ezüstérmes: 2 alkalommal (1920, 2000)

Konföderációs kupa
- Ezüstérmes: 1 alkalommal (2013)
- Bronzérmes: 1 alkalommal (2009)

### Világbajnokság

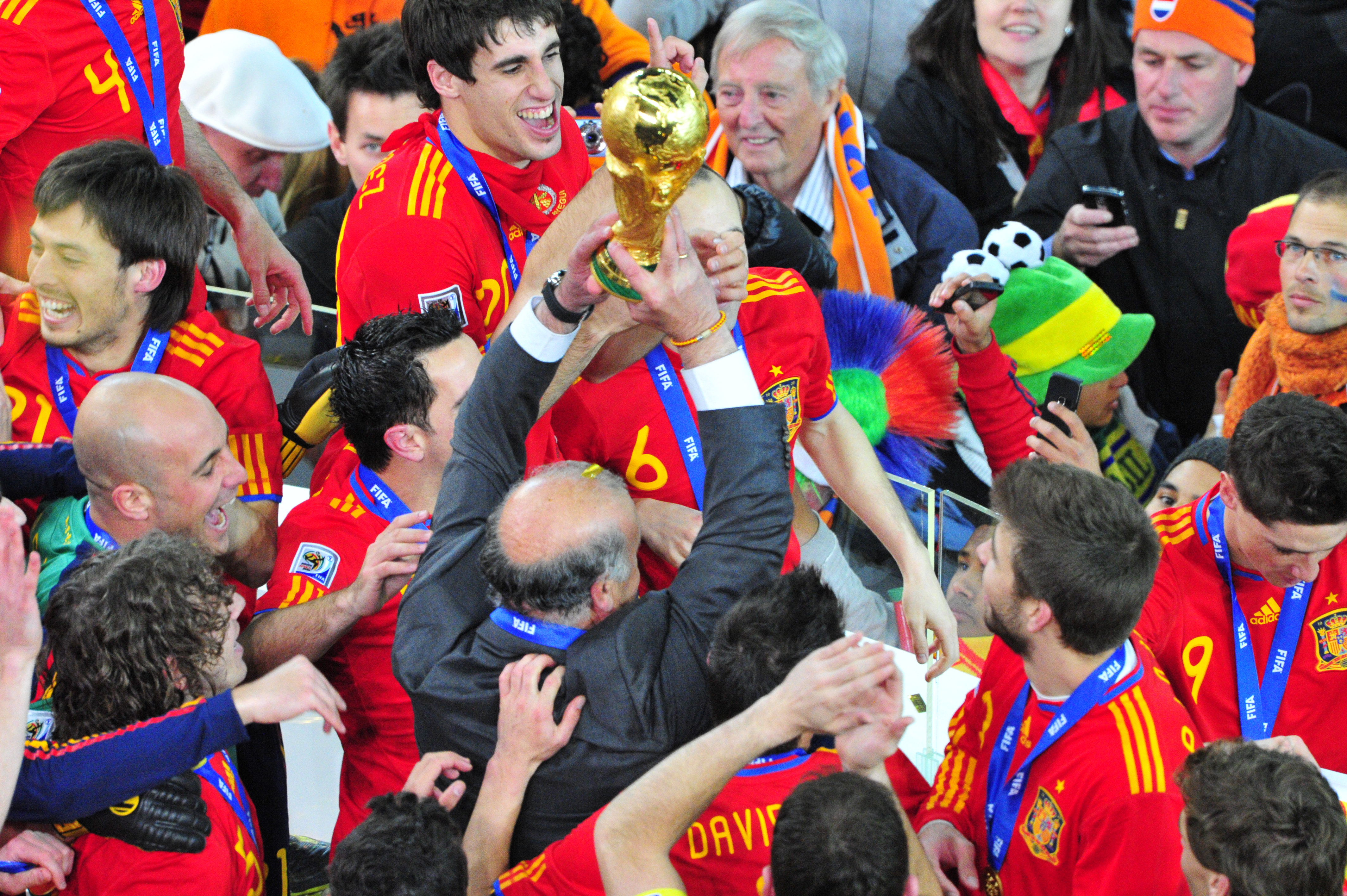
A spanyolok a világbajnoki trófeával 2010-ben

Világbajnok
      Ezüstérem
      Bronzérem
      Negyedik hely
      Egészben vagy részben hazai rendezésű
| Világbajnokság | Világbajnokság | Világbajnokság | Világbajnokság | Világbajnokság | Világbajnokság | Világbajnokság | Világbajnokság | Világbajnokság | Világbajnokság | Selejtezők                         | Selejtezők                         | Selejtezők                         | Selejtezők                         | Selejtezők                         | Selejtezők                         | Selejtezők                         |
| Év             | Eredmény       | H.             | M              | Gy             | D              | V              | G+             | G–             | Keret          | H.                                 | M                                  | Gy                                 | D                                  | V                                  | G+                                 | G–                                 |
| -------------- | -------------- | -------------- | -------------- | -------------- | -------------- | -------------- | -------------- | -------------- | -------------- | ---------------------------------- | ---------------------------------- | ---------------------------------- | ---------------------------------- | ---------------------------------- | ---------------------------------- | ---------------------------------- |
| 1930           | nem indult     | nem indult     | nem indult     | nem indult     | nem indult     | nem indult     | nem indult     | nem indult     | nem indult     | nem indult                         | nem indult                         | nem indult                         | nem indult                         | nem indult                         | nem indult                         | nem indult                         |
| 1934           | Negyeddöntő    | 5.             | 3              | 1              | 1              | 1              | 4              | 3              | Keret          | 1.                                 | 2                                  | 2                                  | 0                                  | 0                                  | 11                                 | 1                                  |
| 1938           | visszalépett   | visszalépett   | visszalépett   | visszalépett   | visszalépett   | visszalépett   | visszalépett   | visszalépett   | visszalépett   | visszalépett                       | visszalépett                       | visszalépett                       | visszalépett                       | visszalépett                       | visszalépett                       | visszalépett                       |
| 1950           | Negyedik hely  | 4.             | 6              | 3              | 1              | 2              | 10             | 12             | Keret          | 1.                                 | 2                                  | 1                                  | 1                                  | 0                                  | 7                                  | 3                                  |
| 1954           | nem jutott ki  | nem jutott ki  | nem jutott ki  | nem jutott ki  | nem jutott ki  | nem jutott ki  | nem jutott ki  | nem jutott ki  | nem jutott ki  | 2.                                 | 3                                  | 1                                  | 1                                  | 1                                  | 6                                  | 4                                  |
| 1958           | nem jutott ki  | nem jutott ki  | nem jutott ki  | nem jutott ki  | nem jutott ki  | nem jutott ki  | nem jutott ki  | nem jutott ki  | nem jutott ki  | 2.                                 | 4                                  | 2                                  | 1                                  | 1                                  | 12                                 | 8                                  |
| 1962           | Csoportkör     | 13.            | 3              | 1              | 0              | 2              | 2              | 3              | Keret          | 1.                                 | 4                                  | 3                                  | 1                                  | 0                                  | 7                                  | 4                                  |
| 1966           | Csoportkör     | 10.            | 3              | 1              | 0              | 2              | 4              | 5              | Keret          | 1.                                 | 3                                  | 2                                  | 0                                  | 1                                  | 5                                  | 2                                  |
| 1970           | nem jutott ki  | nem jutott ki  | nem jutott ki  | nem jutott ki  | nem jutott ki  | nem jutott ki  | nem jutott ki  | nem jutott ki  | nem jutott ki  | 3.                                 | 6                                  | 2                                  | 2                                  | 2                                  | 10                                 | 6                                  |
| 1974           | nem jutott ki  | nem jutott ki  | nem jutott ki  | nem jutott ki  | nem jutott ki  | nem jutott ki  | nem jutott ki  | nem jutott ki  | nem jutott ki  | 2.                                 | 5                                  | 2                                  | 2                                  | 1                                  | 8                                  | 6                                  |
| 1978           | Csoportkör     | 10.            | 3              | 1              | 1              | 1              | 2              | 2              | Keret          | 1.                                 | 4                                  | 3                                  | 0                                  | 1                                  | 4                                  | 1                                  |
| 1982           | Középdöntő     | 12.            | 5              | 1              | 2              | 2              | 4              | 5              | Keret          | rendezőként automatikusan kijutott | rendezőként automatikusan kijutott | rendezőként automatikusan kijutott | rendezőként automatikusan kijutott | rendezőként automatikusan kijutott | rendezőként automatikusan kijutott | rendezőként automatikusan kijutott |
| 1986           | Negyeddöntő    | 7.             | 5              | 3              | 1              | 1              | 11             | 4              | Keret          | 1.                                 | 6                                  | 4                                  | 0                                  | 2                                  | 9                                  | 8                                  |
| 1990           | Nyolcaddöntő   | 10.            | 4              | 2              | 1              | 1              | 6              | 4              | Keret          | 1.                                 | 8                                  | 6                                  | 1                                  | 1                                  | 20                                 | 3                                  |
| 1994           | Negyeddöntő    | 8.             | 5              | 2              | 2              | 1              | 10             | 6              | Keret          | 1.                                 | 12                                 | 8                                  | 3                                  | 1                                  | 27                                 | 4                                  |
| 1998           | Csoportkör     | 17.            | 3              | 1              | 1              | 1              | 8              | 4              | Keret          | 1.                                 | 10                                 | 8                                  | 2                                  | 0                                  | 26                                 | 6                                  |
| 2002           | Negyeddöntő    | 5.             | 5              | 3              | 2              | 0              | 10             | 5              | Keret          | 1.                                 | 8                                  | 6                                  | 2                                  | 0                                  | 21                                 | 4                                  |
| 2006           | Nyolcaddöntő   | 9.             | 4              | 3              | 0              | 1              | 9              | 4              | Keret          | 2.                                 | 12                                 | 6                                  | 6                                  | 0                                  | 25                                 | 5                                  |
| 2010           | Világbajnok    | 1.             | 7              | 6              | 0              | 1              | 8              | 2              | Keret          | 1.                                 | 10                                 | 10                                 | 0                                  | 0                                  | 28                                 | 5                                  |
| 2014           | Csoportkör     | 23.            | 3              | 1              | 0              | 2              | 4              | 7              | Keret          | 1.                                 | 8                                  | 6                                  | 2                                  | 0                                  | 14                                 | 3                                  |
| 2018           | Nyolcaddöntő   | 10.            | 4              | 1              | 3              | 0              | 7              | 6              | Keret          | 1.                                 | 10                                 | 9                                  | 1                                  | 0                                  | 36                                 | 3                                  |
| 2022           | Nyolcaddöntő   | 13.            | 4              | 1              | 2              | 1              | 9              | 3              | Keret          | 1.                                 | 8                                  | 6                                  | 1                                  | 1                                  | 15                                 | 5                                  |
| 2026           | később         | később         | később         | később         | később         | később         | később         | később         | később         | később                             | később                             | később                             | később                             | később                             | később                             | később                             |
| 2030           | később         | később         | később         | később         | később         | később         | később         | később         | később         | később                             | később                             | később                             | később                             | később                             | később                             | később                             |
| 2034           | később         | később         | később         | később         | később         | később         | később         | később         | később         | később                             | később                             | később                             | később                             | később                             | később                             | később                             |
| Összesen       |                | 16/22          | 67             | 31             | 17             | 19             | 108            | 75             | –              | Összesen                           | 125                                | 87                                 | 26                                 | 12                                 | 291                                | 81                                 |

### Európa-bajnokság

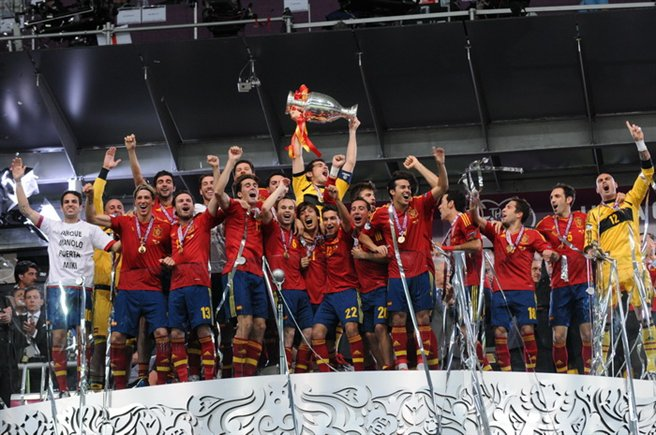
A spanyolok az Európa-bajnoki trófeával 2012-ben

Európa-bajnok
      Ezüstérem
      Bronzérem
      Negyedik hely
      Egészben vagy részben hazai rendezésű
| Európa-bajnokság | Európa-bajnokság | Európa-bajnokság | Európa-bajnokság | Európa-bajnokság | Európa-bajnokság | Európa-bajnokság | Európa-bajnokság | Európa-bajnokság | Európa-bajnokság | Selejtezők        | Selejtezők | Selejtezők | Selejtezők | Selejtezők | Selejtezők | Selejtezők |
| Év               | Eredmény         | H.               | M                | Gy               | D                | V                | G+               | G–               | Keret            | H.                | M          | Gy         | D          | V          | G+         | G–         |
| ---------------- | ---------------- | ---------------- | ---------------- | ---------------- | ---------------- | ---------------- | ---------------- | ---------------- | ---------------- | ----------------- | ---------- | ---------- | ---------- | ---------- | ---------- | ---------- |
| 1960             | nem jutott ki    | nem jutott ki    | nem jutott ki    | nem jutott ki    | nem jutott ki    | nem jutott ki    | nem jutott ki    | nem jutott ki    | nem jutott ki    | Negyeddöntő       | 2          | 2          | 0          | 0          | 7          | 2          |
| 1964             | Európa-bajnok    | 1.               | 2                | 2                | 0                | 0                | 4                | 2                | Keret            | Negyeddöntő       | 6          | 4          | 1          | 1          | 16         | 5          |
| 1968             | nem jutott ki    | nem jutott ki    | nem jutott ki    | nem jutott ki    | nem jutott ki    | nem jutott ki    | nem jutott ki    | nem jutott ki    | nem jutott ki    | 1.                | 8          | 3          | 2          | 3          | 7          | 5          |
| 1972             | nem jutott ki    | nem jutott ki    | nem jutott ki    | nem jutott ki    | nem jutott ki    | nem jutott ki    | nem jutott ki    | nem jutott ki    | nem jutott ki    | 2.                | 6          | 3          | 2          | 1          | 14         | 3          |
| 1976             | nem jutott ki    | nem jutott ki    | nem jutott ki    | nem jutott ki    | nem jutott ki    | nem jutott ki    | nem jutott ki    | nem jutott ki    | nem jutott ki    | 1.                | 8          | 3          | 4          | 1          | 11         | 9          |
| 1980             | Csoportkör       | 7.               | 3                | 0                | 1                | 2                | 2                | 4                | Keret            | 1.                | 6          | 4          | 1          | 1          | 13         | 5          |
| 1984             | Ezüstérem        | 2.               | 5                | 1                | 3                | 1                | 4                | 5                | Keret            | 1.                | 8          | 6          | 1          | 1          | 24         | 8          |
| 1988             | Csoportkör       | 6.               | 3                | 1                | 0                | 2                | 3                | 5                | Keret            | 1.                | 6          | 5          | 0          | 1          | 14         | 6          |
| 1992             | nem jutott ki    | nem jutott ki    | nem jutott ki    | nem jutott ki    | nem jutott ki    | nem jutott ki    | nem jutott ki    | nem jutott ki    | nem jutott ki    | 3.                | 7          | 3          | 0          | 4          | 17         | 12         |
| 1996             | Negyeddöntő      | 6.               | 4                | 1                | 3                | 0                | 4                | 3                | Keret            | 1.                | 10         | 8          | 2          | 0          | 25         | 4          |
| 2000             | Negyeddöntő      | 5.               | 4                | 2                | 0                | 2                | 7                | 7                | Keret            | 1.                | 8          | 7          | 0          | 1          | 42         | 5          |
| 2004             | Csoportkör       | 10.              | 3                | 1                | 1                | 1                | 2                | 2                | Keret            | 2. (pótselejtező) | 10         | 7          | 2          | 1          | 21         | 5          |
| 2008             | Európa-bajnok    | 1.               | 6                | 5                | 1                | 0                | 12               | 3                | Keret            | 1.                | 12         | 9          | 1          | 2          | 23         | 8          |
| 2012             | Európa-bajnok    | 1.               | 6                | 4                | 2                | 0                | 12               | 1                | Keret            | 1.                | 8          | 8          | 0          | 0          | 26         | 6          |
| 2016             | Nyolcaddöntő     | 10.              | 4                | 2                | 0                | 2                | 5                | 4                | Keret            | 1.                | 10         | 9          | 0          | 1          | 23         | 3          |
| 2020             | Elődöntő         | 3.               | 6                | 2                | 4                | 0                | 13               | 6                | Keret            | 1.                | 10         | 8          | 2          | 0          | 31         | 5          |
| 2024             | Európa-bajnok    | 1.               | 7                | 7                | 0                | 0                | 15               | 4                | Keret            | 1.                | 8          | 7          | 0          | 1          | 25         | 5          |
| 2028             | később           | később           | később           | később           | később           | később           | később           | később           | később           | később            | később     | később     | később     | később     | később     | később     |
| 2032             | később           | később           | később           | később           | később           | később           | később           | később           | később           | később            | később     | később     | később     | később     | később     | később     |
| Összesen         |                  | 12/17            | 53               | 28               | 15               | 10               | 83               | 46               | –                | Összesen          | 133        | 96         | 18         | 19         | 339        | 96         |

### UEFA Nemzetek Ligája
Aranyérem
      Ezüstérem
      Bronzérem
| Csoportkör / Negyeddöntő / Osztályozó | Csoportkör / Negyeddöntő / Osztályozó | Csoportkör / Negyeddöntő / Osztályozó | Csoportkör / Negyeddöntő / Osztályozó | Csoportkör / Negyeddöntő / Osztályozó | Csoportkör / Negyeddöntő / Osztályozó | Csoportkör / Negyeddöntő / Osztályozó | Csoportkör / Negyeddöntő / Osztályozó | Csoportkör / Negyeddöntő / Osztályozó | Csoportkör / Negyeddöntő / Osztályozó | Csoportkör / Negyeddöntő / Osztályozó | Csoportkör / Negyeddöntő / Osztályozó | Egyenes kieséses szakasz | Egyenes kieséses szakasz | Egyenes kieséses szakasz | Egyenes kieséses szakasz | Egyenes kieséses szakasz | Egyenes kieséses szakasz | Egyenes kieséses szakasz | Egyenes kieséses szakasz | Egyenes kieséses szakasz |
| Szezon                                | Liga                                  | Csoport                               | H                                     | M                                     | Gy                                    | D                                     | V                                     | G+                                    | G–                                    | Feljutás/kiesés                       | Helyezés                              | Év                       | Eredmény                 | M                        | Gy                       | D                        | V                        | G+                       | G–                       | Keret                    |
| ------------------------------------- | ------------------------------------- | ------------------------------------- | ------------------------------------- | ------------------------------------- | ------------------------------------- | ------------------------------------- | ------------------------------------- | ------------------------------------- | ------------------------------------- | ------------------------------------- | ------------------------------------- | ------------------------ | ------------------------ | ------------------------ | ------------------------ | ------------------------ | ------------------------ | ------------------------ | ------------------------ | ------------------------ |
| 2018–19                               | A                                     | 4.                                    | 2.                                    | 4                                     | 2                                     | 0                                     | 2                                     | 12                                    | 7                                     | Állandó                               | 7.                                    | 2019                     | nem jutott be            | nem jutott be            | nem jutott be            | nem jutott be            | nem jutott be            | nem jutott be            | nem jutott be            | nem jutott be            |
| 2020–21                               | A                                     | 4.                                    | 1.                                    | 6                                     | 3                                     | 2                                     | 1                                     | 13                                    | 3                                     | Állandó                               | 2.                                    | 2021                     | Ezüstérmes               | 2                        | 1                        | 0                        | 1                        | 3                        | 3                        | Keret                    |
| 2022–23                               | A                                     | 2.                                    | 1.                                    | 6                                     | 3                                     | 2                                     | 1                                     | 8                                     | 5                                     | Állandó                               | 1.                                    | 2023                     | Aranyérmes               | 2                        | 1                        | 1                        | 0                        | 2                        | 1                        | Keret                    |
| 2024–25                               | A                                     | 4.                                    | 1.                                    | 8                                     | 5                                     | 3                                     | 0                                     | 18                                    | 9                                     | Állandó                               | 2.                                    | 2025                     | Ezüstérmes               | 2                        | 1                        | 1                        | 0                        | 7                        | 6                        | Keret                    |
| 2026–27                               | A                                     |                                       |                                       |                                       |                                       |                                       |                                       |                                       |                                       |                                       |                                       | 2027                     |                          |                          |                          |                          |                          |                          |                          |                          |
| Összesen                              | Összesen                              | Összesen                              | Összesen                              | 24                                    | 13                                    | 7                                     | 4                                     | 51                                    | 24                                    |                                       |                                       |                          | 3/4                      | 6                        | 3                        | 2                        | 1                        | 12                       | 10                       |                          |

### Olimpia
| Év       | Helyszín                                      | Eredmény                                      | M                                             | Gy                                            | D                                             | V                                             | Rg                                            | Kg                                            |
| -------- | --------------------------------------------- | --------------------------------------------- | --------------------------------------------- | --------------------------------------------- | --------------------------------------------- | --------------------------------------------- | --------------------------------------------- | --------------------------------------------- |
| 1896     | Athén                                         | Nem volt labdarúgó-torna                      | Nem volt labdarúgó-torna                      | Nem volt labdarúgó-torna                      | Nem volt labdarúgó-torna                      | Nem volt labdarúgó-torna                      | Nem volt labdarúgó-torna                      | Nem volt labdarúgó-torna                      |
| 1900     | Párizs                                        | Nem indult                                    | Nem indult                                    | Nem indult                                    | Nem indult                                    | Nem indult                                    | Nem indult                                    | Nem indult                                    |
| 1900     | Saint Louis                                   | Nem indult                                    | Nem indult                                    | Nem indult                                    | Nem indult                                    | Nem indult                                    | Nem indult                                    | Nem indult                                    |
| 1908     | London                                        | Nem indult                                    | Nem indult                                    | Nem indult                                    | Nem indult                                    | Nem indult                                    | Nem indult                                    | Nem indult                                    |
| 1912     | Stockholm                                     | Nem indult                                    | Nem indult                                    | Nem indult                                    | Nem indult                                    | Nem indult                                    | Nem indult                                    | Nem indult                                    |
| 1916     | Nem rendezték meg az első világháború miatt   | Nem rendezték meg az első világháború miatt   | Nem rendezték meg az első világháború miatt   | Nem rendezték meg az első világháború miatt   | Nem rendezték meg az első világháború miatt   | Nem rendezték meg az első világháború miatt   | Nem rendezték meg az első világháború miatt   | Nem rendezték meg az első világháború miatt   |
| 1920     | Antwerpen                                     | Ezüstérmes                                    | 5                                             | 4                                             | 0                                             | 1                                             | 9                                             | 5                                             |
| 1924     | Párizs                                        | Első kör                                      | 1                                             | 0                                             | 0                                             | 1                                             | 0                                             | 1                                             |
| 1928     | Amszterdam                                    | Negyeddöntő                                   | 3                                             | 1                                             | 1                                             | 1                                             | 9                                             | 9                                             |
| 1932     | Los Angeles                                   | Nem volt labdarúgó-torna                      | Nem volt labdarúgó-torna                      | Nem volt labdarúgó-torna                      | Nem volt labdarúgó-torna                      | Nem volt labdarúgó-torna                      | Nem volt labdarúgó-torna                      | Nem volt labdarúgó-torna                      |
| 1936     | Berlin                                        | Visszalépett a Spanyol polgárháború miatt.    | Visszalépett a Spanyol polgárháború miatt.    | Visszalépett a Spanyol polgárháború miatt.    | Visszalépett a Spanyol polgárháború miatt.    | Visszalépett a Spanyol polgárháború miatt.    | Visszalépett a Spanyol polgárháború miatt.    | Visszalépett a Spanyol polgárháború miatt.    |
| 1940     | Nem rendezték meg a második világháború miatt | Nem rendezték meg a második világháború miatt | Nem rendezték meg a második világháború miatt | Nem rendezték meg a második világháború miatt | Nem rendezték meg a második világháború miatt | Nem rendezték meg a második világháború miatt | Nem rendezték meg a második világháború miatt | Nem rendezték meg a második világháború miatt |
| 1944     | Nem rendezték meg a második világháború miatt | Nem rendezték meg a második világháború miatt | Nem rendezték meg a második világháború miatt | Nem rendezték meg a második világháború miatt | Nem rendezték meg a második világháború miatt | Nem rendezték meg a második világháború miatt | Nem rendezték meg a második világháború miatt | Nem rendezték meg a második világháború miatt |
| 1948     | London                                        | Nem jutott be                                 | Nem jutott be                                 | Nem jutott be                                 | Nem jutott be                                 | Nem jutott be                                 | Nem jutott be                                 | Nem jutott be                                 |
| 1952     | Helsinki                                      | Nem jutott be                                 | Nem jutott be                                 | Nem jutott be                                 | Nem jutott be                                 | Nem jutott be                                 | Nem jutott be                                 | Nem jutott be                                 |
| 1956     | Melbourne                                     | Nem jutott be                                 | Nem jutott be                                 | Nem jutott be                                 | Nem jutott be                                 | Nem jutott be                                 | Nem jutott be                                 | Nem jutott be                                 |
| 1960     | Róma                                          | Nem jutott be                                 | Nem jutott be                                 | Nem jutott be                                 | Nem jutott be                                 | Nem jutott be                                 | Nem jutott be                                 | Nem jutott be                                 |
| 1964     | Tokió                                         | Nem jutott be                                 | Nem jutott be                                 | Nem jutott be                                 | Nem jutott be                                 | Nem jutott be                                 | Nem jutott be                                 | Nem jutott be                                 |
| 1968     | Mexikóváros                                   | Negyeddöntő                                   | 4                                             | 2                                             | 1                                             | 1                                             | 4                                             | 2                                             |
| 1972     | München                                       | Nem jutott be                                 | Nem jutott be                                 | Nem jutott be                                 | Nem jutott be                                 | Nem jutott be                                 | Nem jutott be                                 | Nem jutott be                                 |
| 1976     | Montréal                                      | Csoportkör                                    | 2                                             | 0                                             | 0                                             | 2                                             | 1                                             | 3                                             |
| 1980     | Moszkva                                       | Csoportkör                                    | 3                                             | 0                                             | 3                                             | 0                                             | 2                                             | 2                                             |
| 1984     | Los Angeles                                   | Nem jutott be                                 | Nem jutott be                                 | Nem jutott be                                 | Nem jutott be                                 | Nem jutott be                                 | Nem jutott be                                 | Nem jutott be                                 |
| 1988     | Szöul                                         | Nem jutott be                                 | Nem jutott be                                 | Nem jutott be                                 | Nem jutott be                                 | Nem jutott be                                 | Nem jutott be                                 | Nem jutott be                                 |
| 1992     | Barcelona                                     | Aranyérmes                                    | 6                                             | 6                                             | 0                                             | 0                                             | 14                                            | 2                                             |
| 1996     | Atlanta                                       | Negyeddöntő                                   | 4                                             | 2                                             | 1                                             | 1                                             | 5                                             | 7                                             |
| 2000     | Sydney                                        | Ezüstérmes                                    | 6                                             | 4                                             | 1                                             | 1                                             | 12                                            | 6                                             |
| 2004     | Athén                                         | Nem jutott be                                 | Nem jutott be                                 | Nem jutott be                                 | Nem jutott be                                 | Nem jutott be                                 | Nem jutott be                                 | Nem jutott be                                 |
| 2008     | Peking                                        | Nem jutott be                                 | Nem jutott be                                 | Nem jutott be                                 | Nem jutott be                                 | Nem jutott be                                 | Nem jutott be                                 | Nem jutott be                                 |
| 2012     | London                                        | Csoportkör                                    | 3                                             | 0                                             | 1                                             | 2                                             | 0                                             | 2                                             |
| 2016     | Rio de Janeiro                                | Nem jutott be                                 | Nem jutott be                                 | Nem jutott be                                 | Nem jutott be                                 | Nem jutott be                                 | Nem jutott be                                 | Nem jutott be                                 |
| Összesen | 10/27                                         | 1 arany                                       | 34                                            | 19                                            | 6                                             | 9                                             | 56                                            | 37                                            |

- 1948 és 1988 között amatőr, 1992-től kezdődően U23-as játékosok vettek részt az olimpiai játékokon

### Konföderációs kupa
| Év       | Eredmény      | Hely          | M             | Gy            | D             | V             | Rg            | Kg            |
| -------- | ------------- | ------------- | ------------- | ------------- | ------------- | ------------- | ------------- | ------------- |
| 1992     | Nem jutott be | Nem jutott be | Nem jutott be | Nem jutott be | Nem jutott be | Nem jutott be | Nem jutott be | Nem jutott be |
| 1995     | Nem jutott be | Nem jutott be | Nem jutott be | Nem jutott be | Nem jutott be | Nem jutott be | Nem jutott be | Nem jutott be |
| 1997     | Nem jutott be | Nem jutott be | Nem jutott be | Nem jutott be | Nem jutott be | Nem jutott be | Nem jutott be | Nem jutott be |
| 1999     | Nem jutott be | Nem jutott be | Nem jutott be | Nem jutott be | Nem jutott be | Nem jutott be | Nem jutott be | Nem jutott be |
| 2001     | Nem jutott be | Nem jutott be | Nem jutott be | Nem jutott be | Nem jutott be | Nem jutott be | Nem jutott be | Nem jutott be |
| 2003     | Nem jutott be | Nem jutott be | Nem jutott be | Nem jutott be | Nem jutott be | Nem jutott be | Nem jutott be | Nem jutott be |
| 2005     | Nem jutott be | Nem jutott be | Nem jutott be | Nem jutott be | Nem jutott be | Nem jutott be | Nem jutott be | Nem jutott be |
| 2009     | Elődöntő      | 3.            | 5             | 4             | 0             | 1             | 11            | 4             |
| 2013     | Döntő         | 2.            | 5             | 3             | 1             | 1             | 15            | 4             |
| 2017     | Nem jutott be | Nem jutott be | Nem jutott be | Nem jutott be | Nem jutott be | Nem jutott be | Nem jutott be | Nem jutott be |
| Összesen | Döntő         | 2/10          | 10            | 7             | 1             | 2             | 26            | 8             |

* Tartalmazza azokat a mérkőzéseket is, amelyeken büntetőpárbajra került sor.

## Mezek a válogatott története során
A spanyol labdarúgó-válogatott hagyományos szerelése vörös mez, sötétkék nadrág és sötétkék sportszár. A váltómez leggyakrabban fehér mezből, fehér  nadrágból és fehér sportszárból áll.
Hazai mezek
| 1920-21 | 1921-22 | 1922-24 | 1924 1 | 1924-31 | 1931-34 | 1934 | 1934-36 | 1936-39 2 | 1939-45 |

| 1945-47 | 1947-59 | 1959-79 | 1979-81 | 1981-83 | 1983-85 | 1985-87 | 1987-91 | 1991-92 | 1992-93 |

| 1994-95 | 1995-97 | 1997-99 | 1999-01 | 2001-03 | 2003-05 | 2005-07 | 2007-09 | 2009 | 2009-10 |

| 2010-11 | 2011-12 | 2012-13 | 2013-15 | 2015-2017 | 2017-19 | 2019- |

Vendég mezek
| 1959-79 | 1984–86 | 1986–87 | 1988–91 | 1994–96 | 1998–2000 | 2000–02 | 2004–06 | 2006–08 | 2008–10 | 2010–11 | 2011–12 |  | 2012–14 |  | 2014–16 |  | 2016 |  | 2016–18 |  | 2018– |

## Játékosok

### Játékoskeret
A spanyol válogatott 26 fős kerete a 2024-es Európa-bajnokságra.
A pályára lépések és gólok száma 2024. június 30-i  Grúzia elleni mérkőzés után lett frissítve.
| Szám | Poszt | Név                              | Születési dátum / Kor          | Válogatottság | Gólok | Klub                |  |
| ---- | ----- | -------------------------------- | ------------------------------ | ------------- | ----- | ------------------- |  |
| 1    | K     | David Raya                       | 1995. szeptember 15. (29 éves) | 6             | 0     | Arsenal             |  |
| 13   | K     | Álex Remiro                      | 1995. március 24. (30 éves)    | 1             | 0     | Real Sociedad       |  |
| 23   | K     | Unai Simón                       | 1997. június 11. (27 éves)     | 43            | 0     | Athletic Bilbao     |  |
|      |       |                                  |                                |               |       |                     |  |
| 2    | V     | Daniel Carvajal (3. számú csk.)  | 1992. január 11. (33 éves)     | 47            | 1     | Real Madrid         |  |
| 3    | V     | Robin Le Normand                 | 1996. november 11. (28 éves)   | 15            | 1     | Real Sociedad       |  |
| 4    | V     | Nacho                            | 1990. január 18. (35 éves)     | 26            | 1     | al-Kvadszija        |  |
| 5    | V     | Daniel Vivian                    | 1999. július 5. (25 éves)      | 3             | 0     | Athletic Bilbao     |  |
| 12   | V     | Álex Grimaldo                    | 1995. szeptember 20. (29 éves) | 6             | 0     | Bayer Leverkusen    |  |
| 14   | V     | Aymeric Laporte                  | 1994. május 27. (31 éves)      | 32            | 1     | en-Naszr            |  |
| 22   | V     | Jesús Navas                      | 1985. november 21. (39 éves)   | 55            | 5     | Sevilla             |  |
| 22   | V     | Marc Cucurella                   | 1998. július 22. (26 éves)     | 7             | 0     | Chelsea             |  |
|      |       |                                  |                                |               |       |                     |  |
| 6    | KP    | Mikel Merino                     | 1996. június 22. (28 éves)     | 25            | 1     | Real Sociedad       |  |
| 8    | KP    | Fabián Ruiz                      | 1996. április 3. (29 éves)     | 26            | 4     | Paris Saint-Germain |  |
| 10   | KP    | Dani Olmo                        | 1998. május 7. (27 éves)       | 36            | 9     | RB Leipzig          |  |
| 15   | KP    | Álex Baena                       | 2001. július 20. (23 éves)     | 5             | 1     | Villarreal          |  |
| 16   | KP    | Rodri (Csapatkapitány-helyettes) | 1996. június 22. (28 éves)     | 53            | 4     | Manchester City     |  |
| 18   | KP    | Martín Zubimendi                 | 1999. február 2. (26 éves)     | 8             | 0     | Real Sociedad       |  |
| 20   | KP    | Pedri                            | 2002. november 25. (22 éves)   | 23            | 2     | Barcelona           |  |
| 25   | KP    | Fermín López                     | 2003. május 11. (22 éves)      | 2             | 0     | Barcelona           |  |
|      |       |                                  |                                |               |       |                     |  |
| 7    | CS    | Álvaro Morata                    | 1992. október 23. (32 éves)    | 77            | 36    | Atlético Madrid     |  |
| 9    | CS    | Joselu                           | 1990. március 27. (35 éves)    | 12            | 5     | Al-Gharafa          |  |
| 11   | CS    | Ferrán Torres                    | 2000. február 29. (25 éves)    | 44            | 20    | Barcelona           |  |
| 17   | CS    | Nico Williams                    | 2002. július 12. (22 éves)     | 17            | 3     | Athletic Bilbao     |  |
| 19   | CS    | Lamine Yamal                     | 2007. július 13. (17 éves)     | 11            | 2     | Barcelona           |  |
| 21   | CS    | Mikel Oyarzabal                  | 1997. április 21. (28 éves)    | 34            | 11    | Real Sociedad       |  |
| 22   | CS    | Ayoze Pérez                      | 1993. július 29. (31 éves)     | 2             | 1     | Real Betis          |  |

## Válogatottsági rekordok
- A még aktív játékosok félkövérrel vannak megjelölve.

### Legtöbbször pályára lépett játékosok
Az adatok 2022. december 6-i állapotoknak felelnek meg.

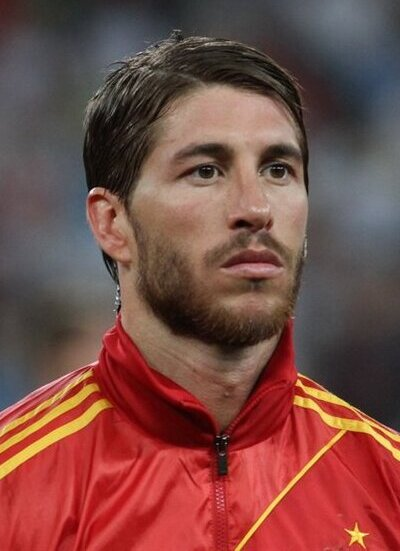
Sergio Ramos a válogatottsági rekorder 180 mérkőzéssel.

| # | Név                | Időszak   | Mérkőzés | Gólok |
| - | ------------------ | --------- | -------- | ----- |
| 1 | Sergio Ramos       | 2005–2021 | 180      | 23    |
| 2 | Iker Casillas      | 2000–2016 | 167      | 0     |
| 3 | Sergio Busquets    | 2009–2022 | 143      | 2     |
| 4 | Xavi               | 2000–2014 | 133      | 12    |
| 5 | Andrés Iniesta     | 2006–2018 | 131      | 13    |
| 6 | Andoni Zubizarreta | 1985–1998 | 126      | 0     |
| 7 | David Silva        | 2006–2018 | 125      | 35    |
| 8 | Xabi Alonso        | 2003–2014 | 114      | 16    |
| 9 | Cesc Fàbregas      | 2006–2016 | 110      | 15    |
| 9 | Fernando Torres    | 2003–2014 | 110      | 38    |

### Legtöbb gólt szerző játékosok
Az adatok 2023. szeptember 08-i állapotoknak felelnek meg.

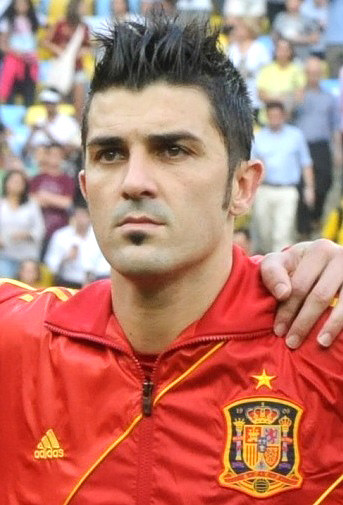
David Villa 59 góllal a spanyol válogatott legeredményesebb játékosa.

| # | Játékos            | Időszak   | Gól | Vál. | Átlag |
| - | ------------------ | --------- | --- | ---- | ----- |
| 1 | David Villa        | 2005–2017 | 59  | 98   | 0.60  |
| 2 | Raúl               | 1996–2006 | 44  | 102  | 0.43  |
| 3 | Fernando Torres    | 2003–2014 | 38  | 110  | 0.35  |
| 4 | David Silva        | 2006–2018 | 37  | 125  | 0.30  |
| 5 | Álvaro Morata      | 2014–     | 33  | 65   | 0.51  |
| 6 | Fernando Hierro    | 1989–2002 | 29  | 89   | 0.33  |
| 7 | Fernando Morientes | 1998–2007 | 27  | 47   | 0.57  |
| 8 | Emilio Butragueño  | 1984–1992 | 26  | 69   | 0.38  |
| 9 | Alfredo Di Stéfano | 1957–1961 | 23  | 31   | 0.74  |
| 9 | Sergio Ramos       | 2005–2021 | 23  | 180  | 0.13  |

## Szövetségi kapitányok

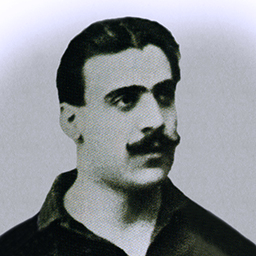
Francisco Bru

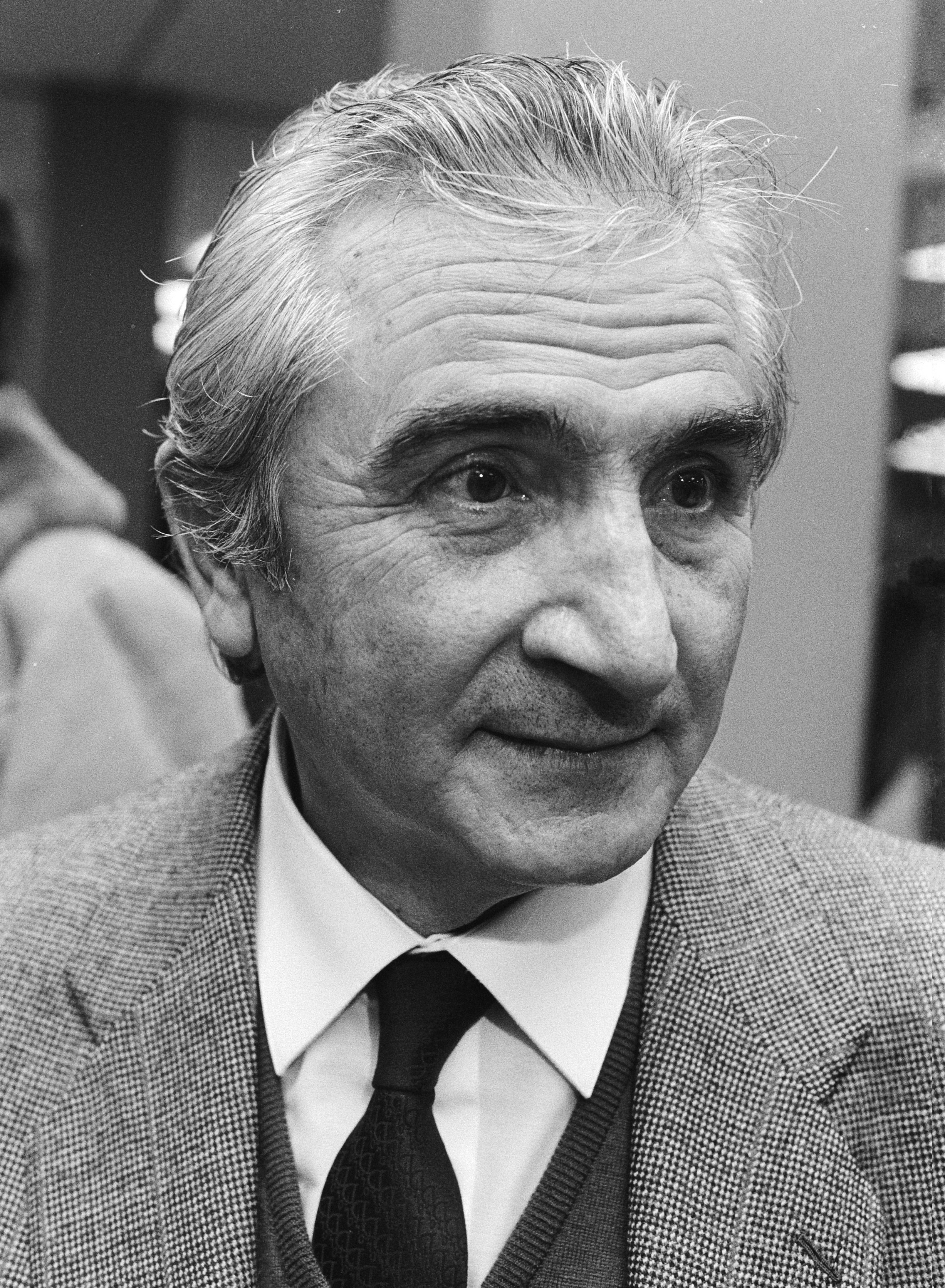
Miguel Muñoz

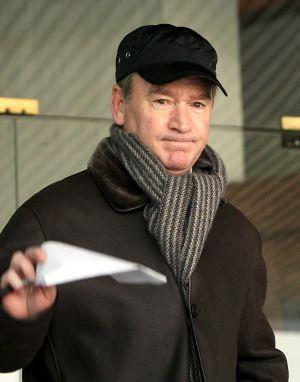
Javier Clemente

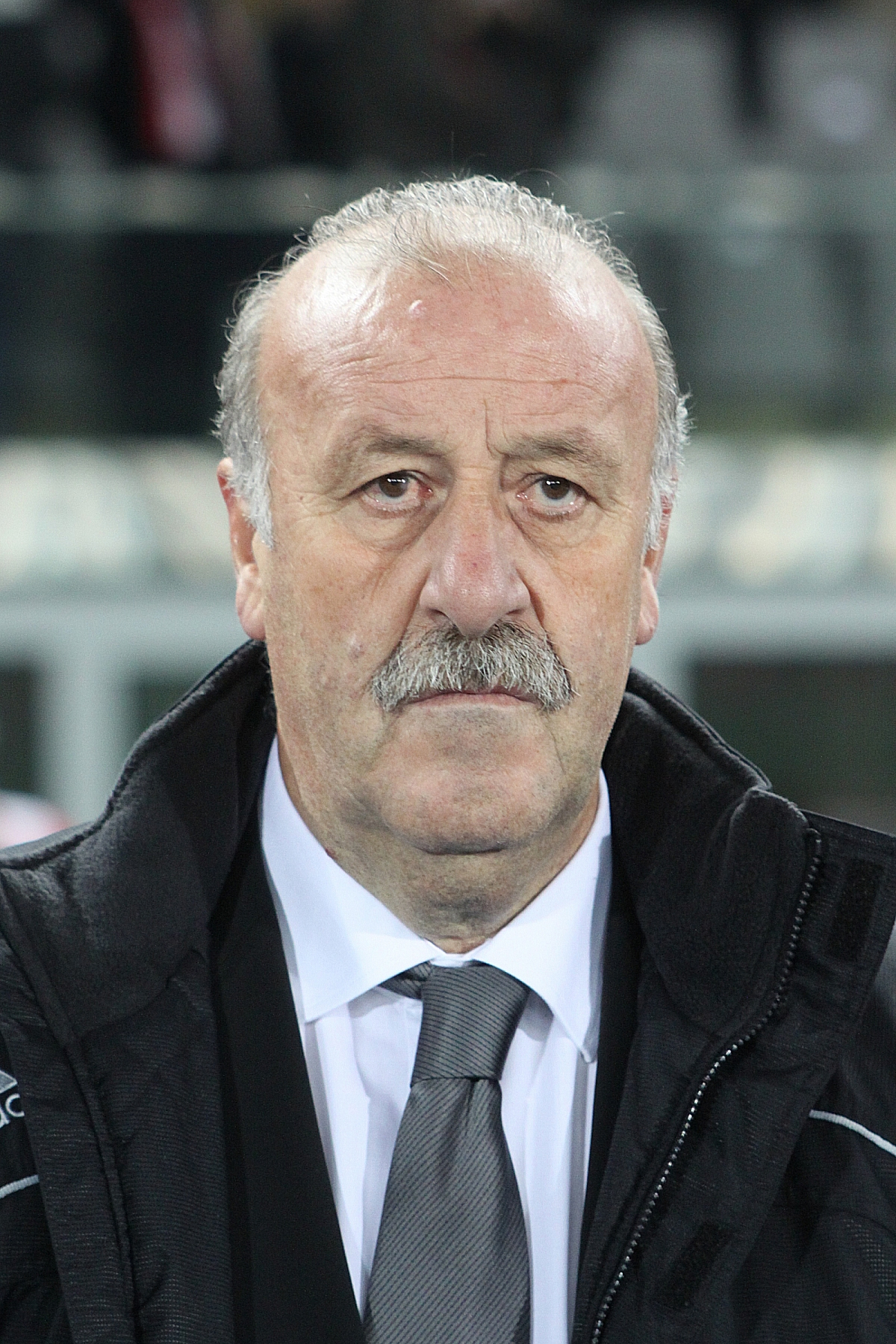
Vicente del Bosque

| Név                        | Időszak         | M. | Gy. | D. | V. | RG  | KG | %      |
| -------------------------- | --------------- | -- | --- | -- | -- | --- | -- | ------ |
| Francisco Bru              | 1920            | 5  | 4   | 0  | 1  | 9   | 5  | 80%    |
| Julián Ruete               | 1921–1922       | 4  | 4   | 0  | 0  | 11  | 2  | 100%   |
| José Angel Berraondo       | 1921–1928       | 6  | 2   | 3  | 1  | 14  | 12 | 33,33% |
| Manuel Castro González     | 1921–1927       | 10 | 9   | 0  | 1  | 21  | 7  | 90%    |
| José María Mateos          | 1922–1933       | 23 | 16  | 3  | 4  | 64  | 24 | 69,56% |
| Salvador Díaz Iraola       | 1922            | 1  | 1   | 0  | 0  | 4   | 0  | 100%   |
| Luis Argüello Brage        | 1923            | 2  | 1   | 0  | 1  | 3   | 1  | 50%    |
| Pedro Parages              | 1923–1924       | 3  | 1   | 1  | 1  | 3   | 1  | 33,33% |
| José García Cernuda        | 1923–1924       | 2  | 1   | 1  | 0  | 3   | 0  | 50%    |
| Luis Colina Álvarez        | 1924            | 1  | 1   | 0  | 0  | 2   | 1  | 50%    |
| José Rosich Rubiera        | 1924            | 1  | 1   | 0  | 0  | 2   | 1  | 50%    |
| Julián Olave Videa         | 1924            | 1  | 1   | 0  | 0  | 2   | 1  | 50%    |
| Fernando Gutiérrez Alzaga  | 1925            | 3  | 3   | 0  | 0  | 6   | 0  | 100%   |
| Ricardo Cabot Montalt      | 1925            | 2  | 2   | 0  | 0  | 2   | 0  | 100%   |
| Ezequiel Montero Román     | 1926–1927       | 4  | 3   | 0  | 1  | 9   | 5  | 75%    |
| Amadeo García              | 1934–1936       | 12 | 6   | 2  | 4  | 30  | 15 | 50%    |
| Eduardo Teus López         | 1941–1942       | 6  | 3   | 2  | 1  | 15  | 10 | 50%    |
| Jacinto Quincoces          | 1945            | 2  | 1   | 1  | 0  | 6   | 4  | 50%    |
| Luis Casas Pasarín         | 1946            | 1  | 0   | 0  | 1  | 0   | 1  | 0%     |
| Pablo Hernández Coronado   | 1947–1962       | 6  | 2   | 0  | 4  | 9   | 10 | 33,33% |
| Guillermo Eizaguirre       | 1948–1956       | 19 | 8   | 6  | 5  | 40  | 33 | 42,10% |
| Félix Quesada              | 1951            | 3  | 1   | 2  | 0  | 9   | 6  | 33,33% |
| Luis Iceta                 | 1951            | 3  | 1   | 2  | 0  | 9   | 6  | 33,33% |
| Paulino Alcántara          | 1951            | 3  | 1   | 2  | 0  | 9   | 6  | 50%    |
| Ricardo Zamora             | 1952            | 2  | 1   | 1  | 0  | 6   | 0  | 50%    |
| Pedro Escartín             | 1952–1961       | 12 | 7   | 3  | 2  | 18  | 10 | 58,33% |
| Luis Iribarren Cavanilles  | 1953–1954       | 4  | 1   | 2  | 1  | 8   | 6  | 25%    |
| Ramón Melcón Bartolomé     | 1955            | 2  | 0   | 1  | 1  | 2   | 3  | 0%     |
| José Luis del Valle        | 1955            | 1  | 1   | 0  | 0  | 3   | 0  | 100%   |
| Emilio Jiménez Millas      | 1955            | 1  | 1   | 0  | 0  | 3   | 0  | 75%    |
| Juan Touzón Jurjo          | 1955            | 1  | 1   | 0  | 0  | 3   | 0  | 100%   |
| Manuel Meana               | 1957–1959       | 12 | 7   | 3  | 2  | 35  | 16 | 58,33% |
| José Luis Costa            | 1959–1960       | 12 | 8   | 0  | 4  | 35  | 21 | 66,66% |
| José Luis Lasplazas        | 1959–1960       | 12 | 8   | 0  | 4  | 35  | 21 | 66,66% |
| Ramón Gabilondo            | 1959–1960       | 12 | 8   | 0  | 4  | 35  | 21 | 66,66% |
| José Villalonga            | 1962–1966       | 22 | 9   | 5  | 8  | 35  | 28 | 40,90% |
| Domènec Balmanya           | 1966–1968       | 11 | 4   | 3  | 4  | 11  | 9  | 36,36% |
| Eduardo Toba               | 1968–1969       | 4  | 1   | 2  | 1  | 5   | 4  | 25%    |
| Luis Molowny               | 1969            | 4  | 2   | 1  | 1  | 3   | 3  | 50%    |
| Salvador Artigas           | 1969            | 4  | 2   | 1  | 1  | 3   | 3  | 50%    |
| Miguel Muñoz               | 1969, 1982–1988 | 63 | 32  | 16 | 15 | 104 | 60 | 50,79% |
| Kubala László              | 1969–1980       | 68 | 30  | 22 | 16 | -   | -  | 44,11% |
| José Santamaría            | 1980–1982       | 24 | 10  | 8  | 6  | U   | -  | 41,66% |
| Luis Suárez                | 1988–1991       | 27 | 15  | 4  | 8  | -   | -  | 55,55% |
| Vicente Miera              | 1991–1992       | 8  | 4   | 2  | 2  | -   | -  | 50%    |
| Javier Clemente            | 1992–1998       | 62 | 36  | 20 | 6  | –   | –  | 58,06% |
| José Antonio Camacho       | 1998–2002       | 44 | 28  | 9  | 7  | -   | -  | 63,63% |
| Iñaki Sáez                 | 2002–2004       | 23 | 15  | 6  | 2  | -   | -  | 65,21% |
| Luis Aragonés              | 2004–2008       | 54 | 38  | 12 | 4  | 101 | 31 | 70,37% |
| Vicente del Bosque         | 2008–2016       | 47 | 41  | 1  | 5  | 118 | 35 | 87,23% |
| Julen Lopetegui            | 2016–2018       | 20 | 14  | 6  | 0  | 61  | 13 | 70%    |
| Fernando Hierro            | 2018            | 4  | 1   | 2  | 1  | 7   | 6  | 25%    |
| Luis Enrique               | 2018–2019       | 10 | 8   | 0  | 2  | 18  | 9  | 80%    |
| Robert Moreno              | 2019–2019       | 10 | 8   | 2  | 0  | 31  | 5  | 80%    |
| Luis Enrique               | 2019–2022       | 32 | 17  | 12 | 3  | 62  | 22 | 53,12% |
| Luis de la Fuente Castillo | 0               | 0  | 0   | 0  | 0  | 0   | 0  |        |